# Sinfonia Concertante cho violin, viola, cello và dàn nhạc giao hưởng (Mozart)
Sinfonia Concertante cho violin, viola, cello và dàn nhạc giao hưởng cung La trưởng, K. 104 (320e) là tác phẩm còn dở dang của nhà soạn nhạc người Áo Wolfgang Amadeus Mozart. Tác phẩm được viết, theo nhiều người tin tưởng, cùng thời gian với bản Sinfonia Concertante cho violin, viola và dàn nhạc giao hưởng K. 364. Không có một lý do rõ ràng nào giải thích tại sao Mozart chỉ viết có 134 ô nhịp của chương mở đầu, chương Allegro, là chương duy nhất của tác phẩm.